# Maldita (canción)
«Maldita» es una canción de la banda salvadoreña Adrenalina grabada en 1995, siendo la primera canción de su segundo álbum Ni un Pelo de Inocente, que por falta de fondos fue publicado hasta 1998. «Maldita» es reconocida por la experimentación de géneros de la banda por la combinación de cumbia y rock alternativo, pasando a convertirse en una de las canciones insignia de la agrupación y del rock salvadoreño.
El 31 de enero de 1997 el video musical de la canción fue escogido para ser transmitido en el programa de MTV Latino Subterránica, convirtiéndose en la primera agrupación de El Salvador en tener un video en MTV Latino.

## Composición y letra
"Maldita" fue compuesta por los integrantes de Adrenalina y es descrita como una canción "cumbia-rock", una combinación de cumbia y rock. La canción está compuesta en la clave de E menor y sigue la progresión de acordes Em–Am en los versos y Em–G–A–G en el coro.
"Maldita" habla sobre una chica de diecisiete años que se dedica a la prostitución, siendo descrita como maliciosa, caprichosa y pecadora.

## Video musical
El video musical de «Maldita» fue grabado en 1996 con la productora Style Video bajo la dirección de Víctor Alfredo. El video muestra a la banda tocando alrededor de una cama que tiene un letrero que dice "El negocio", acompañado de escenas de la misma cama con una mujer en ella y de una señora aparentemente religiosa llorando. 
Este video está cargado con muchos símbolos: títeres bailando controlados por la mujer, muñecas, un cerdo, un ángel, un payaso, el dibujo de una boca, el Ojo de Ra, un hombre amarrado, un niño, un crucifijo, dinero incendiándose, entre otras representaciones.
El 31 de enero de 1997 el video musical de la canción fue escogido para ser transmitido en el programa de MTV Latino Subterránica, convirtiéndose en la primera agrupación de El Salvador en tener un video en MTV Latino.

## Personal
Los créditos son adaptados de las notas de Ni un Pelo de Inocente y de la información brindada en el sitio oficial de Adrenalina.
Grabación
- Grabado en Primera Generación Records (Guatemala)
- Mezclado en Primera Generación Records (Guatemala)

Personal
- Carlos Galicia: voz principal
- Moisés Anaya: guitarra
- Carlos Walter: guitarra
- Raúl Lara: guitarra
- Aaron Sztarkman: bajo
- Hugo Fajardo: batería
- Giacomo Buonafina: ingeniero, productor ejecutivo, mezcla
- Alejandro Hernández: ingeniero
- Gonzálo Rodríguez: ingeniero
- Luis Fernando Quijivix: masterización